# 히오스 해상 오스만 기함 격침
히오스 해상 오스만 기함 격침은 1822년 6월 18일 밤에 일어났다. 그리스 독립 전쟁 중에 발생한 이 사건은 두 달 전에 일어난 히오스 학살에 대한 보복으로 이루어졌다. 그리스 화선 2척이 84문 오스만 전열함 만수르 알리와에 불을 질렀고, 이 배는 폭발했다. 약 2,000명의 오스만 해군 병력이 사망했으며, 그중에는 카푸단 파샤 나수자데 알리 파샤도 포함되었다.

## 사건
1821년 3월, 오스만 제국에 대항하는 그리스 독립 전쟁이 시작되었다. 1년 후, 오스만군은 히오스섬에 상륙하여 30,000명 이상의 그리스 주민을 학살하고 약 50,000명을 붙잡아 이즈미르와 이스탄불에서 노예로 팔아넘겼다.

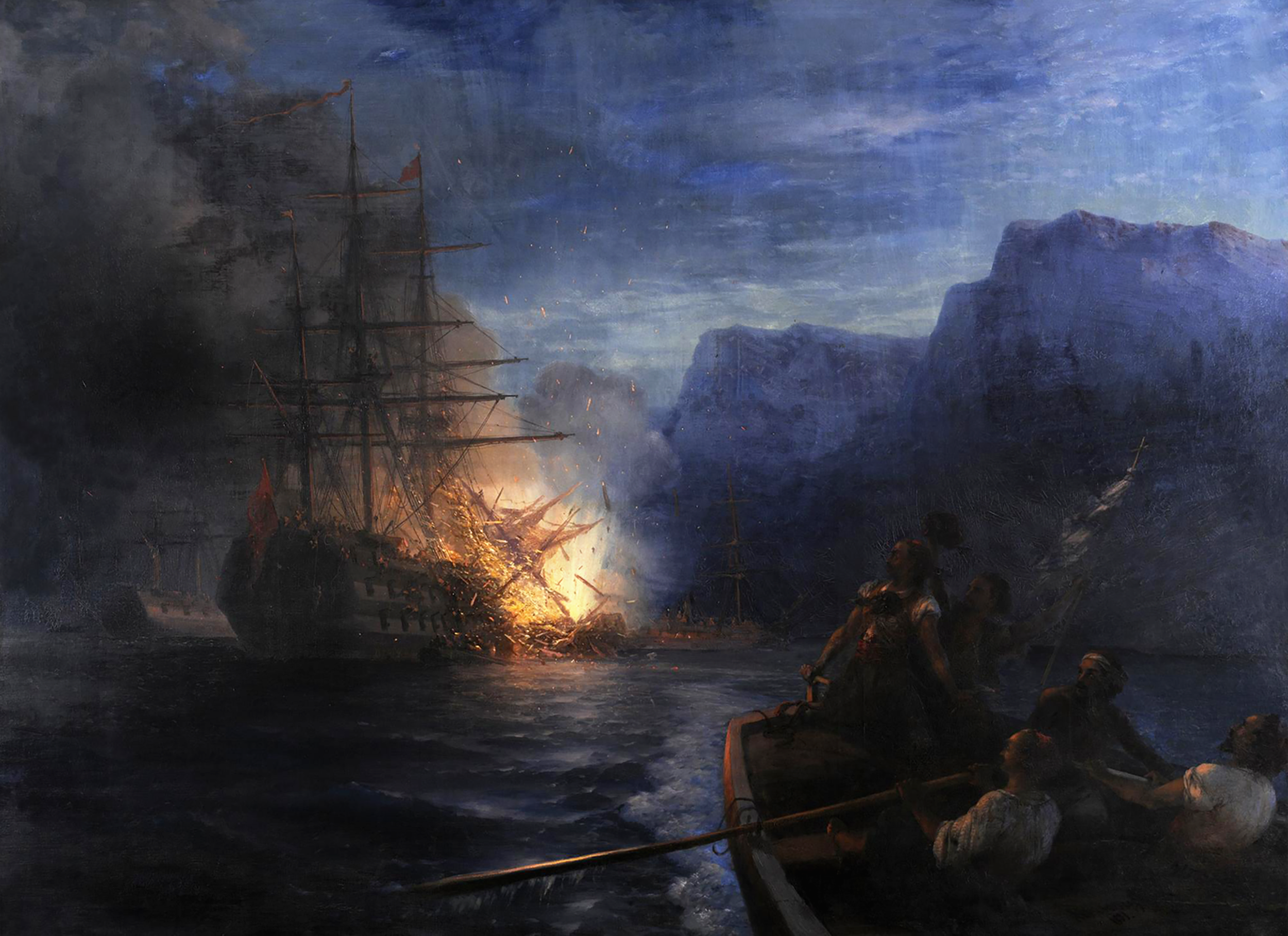
카나리스가 튀르크 기함을 불태우다. 이반 아이바좁스키 작, 1881년

히오스 학살 이후, 그리스 혁명 정부는 함대를 정비하고 무적 함대를 공격하기 위해 상당한 금액(342,000 쿠루시)을 모금했다. 1821년 5월, 그리스 해군은 오스만 함대에 연이어 공격을 가했다.
5월 말, 프사라와 히드라섬 출신 그리스 함장들은 화선을 사용하여 오스만 기함을 불태우기로 결정했다. 콘스탄티노스 카나리스와 안드레아스 피피노스가 작전을 책임졌다. 카나리스는 자신의 화선으로 오스만 기함을 폭파하고, 피피노스는 부제독의 기함을 폭파하기로 했다. 두 화선은 작전 완료 후 화선 선원들을 태울 네 척의 배와 동행하기로 했다.
작전은 1822년 6월 18일 밤에 이루어졌는데, 바람이 좋고 밤은 어두웠으며 오스만군은 이드 알피트르를 기념하고 있었다. 안드레아스 피피노스는 후방 제독의 기함을 불태우려 했지만, 일부 피해는 입었음에도 불구하고 승무원들이 위험을 재빨리 인지하고 화선을 밀어내어 침몰하지 않았다. 그러나 카나리스는 자신의 화선을 84문 전열함 만수르 알리와에 단단히 고정하는 데 성공했다. 불은 오스만 함선으로 번졌고 결국 화약고에 도달하여 폭발을 일으켜 함선을 파괴했다. 약 2천 명의 선원들이 사망하거나 익사했으며, 그중에는 오스만 해군 제독 나수자데 알리 파샤도 떨어지는 돛대에 맞아 사망했다.
토마스 고든에 따르면, 히오스 해상에서 오스만 기함이 불탄 사건은 역사상 가장 놀라운 업적 중 하나였으며, 그는 콘스탄티노스 카나리스를 그리스가 자랑스러워할 영웅이라고 선언했다.
- 콘스탄티노스 카나리스
- 나수자데 알리 파샤

## 같이 보기
- 그리스 독립 전쟁
- 히오스의 카나리스 (조각)
- 히오스 학살
- 프사라 파괴